# Венесуэла на летних Олимпийских играх 1948
Венесуэла принимала участие в Летних Олимпийских играх 1948 года в Лондоне (Великобритания) в первый раз за свою историю, но не завоевала ни одной медали. Команду представлял один велосипедист.

## Результаты

### Велоспорт
Трек
| Спортсмен        | Дисциплина | Время  | Место |
| ---------------- | ---------- | ------ | ----- |
| Хулио Сезар Леон | гит, 1 км  | 1:18.1 | 14    |

| Спортсмен        | Дисциплина | 1-й раунд           | Утешительный заезд                 | 1-й раунд          | Четвертьфинал        | Полуфинал            | Финал                |
| Спортсмен        | Дисциплина | Соперник Результат  | Соперник Результат                 | Соперник Результат | Соперник Результат   | Соперник Результат   | Соперник Результат   |
| ---------------- | ---------- | ------------------- | ---------------------------------- | ------------------ | -------------------- | -------------------- | -------------------- |
| Хулио Сезар Леон | спринт     | Кортони Аргентина П | Гонсалвеш Тринидад и Тобаго В 12.6 | Гелла Италия П     | Завершил выступления | Завершил выступления | Завершил выступления |